# Prisca Vicot
Pour les articles homonymes, voir Vicot.
Prisca Vicot est une boxeuse française née à Nice le 20 janvier 1976.
En octobre 2021, elle défendait avec succès ses titres mondiaux WIBF et GBU à Torreón face à la Brésilienne Simone Aparecida Da Silva, classée 19e mondiale. Puis en Mars 2022, elle retournait au Mexique, à Xochitepec pour une 2ème défense de ses titres mondiaux contre une adversaire venant de Colombie, Paulina Cardona. Prisca remportait ce combat aux points, à l'unanimité des juges (100-90, 99-92 et 92,92).

## Biographie
Sportive dès son plus jeune âge à l'école, pratiquant le handball, le football, l'athlétisme, elle s'oriente dès l'âge de 18 ans à la pratique des arts martiaux (Viet Vo Dao, grappling, jeet kun do), puis débute très rapidement les sports de combat (full contact, Kick boxing, boxe Française). Sportive de haut niveau en full contact de 2003 à 2006 puis en boxe française en 2006 où elle décrocha un titre français, elle s'oriente ensuite vers la boxe anglaise.
Après 3 ans en amateur où le style ne lui convenait pas, elle passe alors chez les professionnelles en 2011. Un an plus tard, alors âgé de 36 ans, elle remporte son premier titre national. Après 2 défenses victorieuses, elle remporte son premier titre international en Allemagne en 2016. Deux ans plus tard, elle remporte son premier championnat du monde UBC en Allemagne à l'âge de 42 ans. En 2019, elle défend avec succès sa ceinture mondiale contre une adversaire classée 12e mondiale. La même année, Prisca remporte 3 autres titres mondiaux dans 3 autres fédérations de boxe: la WIBF, la GBU et la WBF.
Après un combat à Chicago en février 2020 face à la 3e mondiale, Christina Linadartou, elle gagne le respect du public américain et s'entoure alors d'une solide équipe franco-américaine afin de se préparer dans ces deux pays pour les futures échéances mondiales.
En France, elle s'entraîne avec un entraineur et un préparateur privé. Aux États-Unis, elle travaille avec son manageur de Las Vegas Luis Tapia ; Layla McCarter et avec Edgar Sandoval de San Diego, son soigneur et son Head Coach au Cyac Boxing.. En 2021, Prisca défends avec succès  ses 2 titres mondiaux au Mexique à Torreon face à la Brésilienne Simona D. Silva, où son combat est élu Combat de la soireé. Elle réussit une nouvelle défense des titres WIBF et GBU en 2022 face à une colombienne Paulina Cardonna au Mexique. En décembre 2023, Prisca obtient  un 10ème titre mondial au Mexique WIBA en welter face à une rude mexicaine Beatriz Aguilar, ancienne championne du monde, comptant plus de 50 combats (amateur et pro).